# Bia Venâncio
Glorismar Rosa Venâncio (Paço do Lumiar, 1 de dezembro de 1953), mais conhecida como Bia Venâncio, é uma empresária e política brasileira.
Foi prefeita de Paço do Lumiar, de 1º de janeiro de 2009 até 20 de setembro de 2012, até ser presa pela Polícia Federal.
Envolvida em escândalos de desvio de verbas desde 2009, com uma série de despesas sem comprovação no seu mandato, no total de quase 32 milhões de reais. Foi presa durante a Operação Allien da Polícia Federal. Outras irregularidades no seu mandato foram: alterações orçamentárias na abertura de créditos adicionais, nas arrecadações do Imposto Predial Territorial Urbano (IPTU)  e Imposto sobre a Transmissão de Bens Imóveis (ITBI), recolhimento dos tributos foi feito por um banco privado, repasses à Câmara Municipal maiores que o permitido, uso de créditos adicionais dos cofres municipais em desacordo com a Lei, omissão de despesas com obras realizadas pela prefeitura.
Teve posteriormente o mandato cassado e foi condenada a um ano de prisão, além de pagamento de multa.

Seu predecessor na prefeitura, Gilberto Aroso, foi condenado em 2016 por crimes contra a Lei de Licitações a seis anos e três meses de reclusão.